# Organización no gubernamental internacional

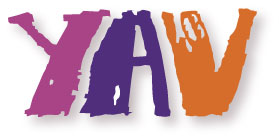
Leyenda

Una organización no gubernamental internacional (ONGI) tiene la misma misión que una organización no gubernamental (ONG), pero es de alcance internacional y cuenta con puestos avanzados en todo el mundo para tratar cuestiones específicas en muchos países.
Ambos términos, ONG y ONGI, deberían diferenciarse de las organizaciones intergubernamentales (OIG), que describen grupos como las Naciones Unidas o la Organización Internacional del Trabajo. Una ONG internacional puede ser fundada por filántropos privados, como las fundaciones Carnegie, Rockefeller, Gates, Zator y Ford, o como complemento de organizaciones internacionales existentes, como la iglesia católica o luterana. Durante la Segunda Guerra Mundial se produjo un aumento en la fundación de las ONG internacionales de desarrollo, algunas de las cuales se convertirían más tarde en las grandes ONG internacionales de desarrollo, como Aldeas Infantiles SOS, Oxfam, Catholic Relief Services, CARE International y Lutheran World Relief.
Las Organizaciones No Gubernamentales Internacionales pueden definirse además por su propósito primordial. Algunas ONGIs son operativas, lo que significa que su propósito principal es fomentar las organizaciones de base comunitaria dentro de cada país a través de diferentes proyectos y operaciones. Algunas ONGIs se basan en la promoción, lo que significa que su propósito primordial es influir en la formulación de políticas de los gobiernos de los diferentes países en relación con determinadas cuestiones o promover la concienciación sobre una determinada cuestión. Muchas de las grandes ONGs internacionales tienen componentes tanto de proyectos operativos como de iniciativas de promoción que trabajan conjuntamente dentro de cada país.

## Criterios
Para asociarse con el Departamento de Información Pública de las Naciones Unidas, una ONGI (y las ONG en general) deben seguir estos criterios:
- La ONG debe apoyar y respetar los principios de la Carta de las Naciones Unidas;
- Debe ser de reconocido prestigio nacional o internacional;
- Debe operar únicamente sin fines de lucro y estar exento de impuestos;
- Debe tener el compromiso y los medios para llevar a cabo programas de información eficaces con sus mandantes y con un público más amplio sobre las actividades de las Naciones Unidas mediante la publicación de boletines, boletines y folletos; la organización de conferencias, seminarios y mesas redondas; o la captación de la atención de los medios de comunicación;
- De preferencia, debe tener un historial satisfactorio de colaboración con los Centros/Servicios de Información de las Naciones Unidas u otras partes del sistema de las Naciones Unidas antes de la asociación.
- Tenga en cuenta que en los casos en los que la ONG no tenga registro de colaboración pero el Comité de ONG de la OMPD apruebe sus solicitudes, tendrá un estatus de asociación provisional de dos años hasta el cual podrá establecer una asociación con los CINUs/UNISs pertinentes o con la organización del sistema de las Naciones Unidas;
- La ONG debe proporcionar un estado financiero anual auditado, indicado en moneda estadounidense, y realizado por un contador calificado e independiente;
- La ONG debe contar con estatutos/leyes que prevean un proceso transparente de toma de decisiones, elección de funcionarios y miembros de la Junta Directiva.
- Debe tener un registro establecido de la continuidad del trabajo por un mínimo de tres años y debe mostrar promesa de actividad sostenida en el futuro.

## Desarrollo
El objetivo principal de las ONG internacionales es proporcionar ayuda de socorro y de desarrollo a los países en desarrollo. En relación con los Estados, el propósito de las ONGI es proporcionar servicios que el Estado no puede o no quiere proporcionar a su población. Los proyectos de estas organizaciones en el ámbito de la salud, como la sensibilización y prevención del VIH/SIDA, el agua potable y la prevención del paludismo, y en el de la educación, como las escuelas para niñas y el suministro de libros a los países en desarrollo, ayudan a prestar los servicios sociales que el gobierno del país no puede o no quiere prestar en ese momento. Las organizaciones no gubernamentales internacionales son también algunas de las primeras en responder a desastres naturales, como huracanes e inundaciones, o a crisis que requieren ayuda de emergencia.
En general, las ONG representan más del 15% del total de la ayuda al desarrollo exterior, que está vinculada al proceso de crecimiento y desarrollo.  Se ha estimado que la ayuda (parcialmente aportada por las ONG internacionales) en los últimos treinta años ha aumentado en un uno por ciento la tasa de crecimiento anual de los mil millones de personas más pobres. Mientras que un uno por ciento en treinta años no suena como mucho progreso, se debe reconocer el hecho de que el progreso ha estado aumentando consistentemente a lo largo de los años en lugar de permanecer estancado o retroceder.
Muchos proyectos internacionales e iniciativas de promoción promovidos por las ONG internacionales fomentan el desarrollo sostenible a través de un enfoque basado en los derechos humanos y en la mejora de las capacidades. Las ONGI que promueven la defensa de los derechos humanos intentan en parte establecer una norma judicial internacional que respete los derechos de todos los seres humanos y promueva el empoderamiento de las comunidades desfavorecidas.
Otras organizaciones, como la Misión Internacional de Justicia, están trabajando en sistemas judiciales eficaces y legítimos, lo que aumenta la legitimidad y el desarrollo de un país. Otros, como los que promueven la microfinanciación y la educación, repercuten directamente en las capacidades de los ciudadanos y las comunidades mediante el desarrollo de aptitudes y capital humano, al tiempo que fomentan el empoderamiento de los ciudadanos y la participación de la comunidad. Las ONGI, junto con las iniciativas gubernamentales nacionales e internacionales, son una parte fundamental del desarrollo mundial.
Casi todas las ONG internacionales tienen su origen y persisten a través de la acción voluntaria de actores individuales con objetivos explícitamente racionalizados. Bajo normas audaces de membresía abierta y toma de decisiones democráticas, buscan difundir el "progreso" por todo el mundo, con el propósito de fomentar sistemas técnicos más seguros y eficientes, estructuras de conocimiento más poderosas, mejor cuidado del cuerpo, competencia amistosa y juego limpio. Para lograr estos objetivos, destacan la comunicación, el conocimiento, los valores consensuados y la toma de decisiones, así como el compromiso individual. Las OING tienen cinco principios básicos de la cultura mundial subyacentes entre ideologías y estructuras, a saber, el universalismo, el individualismo, la autoridad voluntarista racional, los propósitos humanos de racionalizar el progreso y la ciudadanía mundial.

## Casos
Los estudios de caso de las ONGI muestran tanto las campañas de socorro a corto como a largo plazo en las que participan las ONGI. Las declaraciones de ingresos y los desgloses de gastos de cada ONG se pueden encontrar en Charity Navigator, que detalla la cantidad de dinero de que disponen las grandes ONG internacionales y la eficacia con que las distintas organizaciones utilizan sus donaciones.[cita requerida]

### CARE International
CARE International es una gran ONG humanitaria comprometida con la lucha contra la pobreza. Tienen un interés especial en empoderar a las mujeres pobres porque "las mujeres tienen el poder de ayudar a familias y comunidades enteras a escapar de la pobreza". La misión y los objetivos explícitos de CARE, tal como se describen en su sitio web, son facilitar un cambio duradero:
- Fortalecimiento de la capacidad de autoayuda
- Proporcionar oportunidades económicas
- Prestación de socorro en situaciones de emergencia Influir en las decisiones políticas a todos los niveles
- Abordar la discriminación en todas sus formas

Uno de los proyectos de CARE es responder a los desastres naturales. Por ejemplo, CARE ha sido una parte integral del esfuerzo de ayuda en el brote de cólera en Haití:
- distribuir galletas de alto valor energético, tabletas de purificación de agua, sales de rehidratación oral y kits de higiene,
- instruir a los haitianos sobre la mejor manera de evitar y prevenir el cólera, y
- proporcionar agua potable y letrinas seguras a las personas que viven en los campamentos para los supervivientes del terremoto del 12 de enero en Haití.

### Amnistía Internacional
Amnistía Internacional es una ONG internacional dedicada a la promoción y protección de los derechos humanos reconocidos internacionalmente, tal y como se declaran en la Declaración Universal de Derechos Humanos. Sus objetivos, tal como se describen en su sitio web, son:
- Poner fin a la violencia contra las mujeres
- Defender los derechos y la dignidad de las personas atrapadas en la pobreza
- Abolir la pena de muerte
- Oponerse a la tortura y combatir el terror con justicia
- Liberar a los presos de conciencia
- Proteger los derechos de los refugiados y migrantes
- Regular el comercio mundial de armas

Esta organización utiliza más bien un enfoque de abogacía para promover el cambio y los derechos humanos dentro del gobierno. Su sitio web afirma que movilizan "la presión pública a través de manifestaciones masivas, vigilias y cabildeo directo, así como campañas en línea y fuera de línea" con el fin de promover sus campañas en curso, que reflejan sus objetivos.

### Oxfam Internacional
Oxfam Internacional es una ONG internacional que trabaja con organizaciones locales asociadas y con personas que viven en la pobreza y que tratan de ejercer sus derechos humanos. Las áreas en las que Oxfam se centra incluyen el desarrollo, las emergencias, las campañas, la promoción y la investigación de políticas. Los detalles de cada área son:
- programas a largo plazo para erradicar la pobreza y la injusticia
- prestar asistencia inmediata para salvar vidas a las personas afectadas por desastres naturales o conflictos
- sensibilizar a la opinión pública sobre las causas de la pobreza
- animar a la gente común a actuar en favor de un mundo más justo
- presionar a los responsables de la toma de decisiones para que cambien las políticas y prácticas que refuerzan la pobreza y la injusticia
- hablar con autoridad como resultado de la investigación y el análisis